# Маугли (фильм)
«Ма́угли: леге́нда джу́нглей» (англ. Mowgli: Legend of the Jungle), или просто «Маугли» (англ. Mowgli) — американский приключенческий драматический фильм режиссёра Энди Сёркиса. Официальная премьера состоялась 7 декабря 2018 года от студии Netflix. Картина основана на сборниках рассказов Редьярда Киплинга «Книга джунглей» и «Вторая книга джунглей»

## Сюжет

### Вступление
Всё начинается с того, что тигр Шер-Хан нападает на людей и убивает родителей Маугли. Увлечённый расправой над взрослыми, он не замечает младенца — Маугли, которого находит чёрная пантера Багира и, сжалившись, забирает его. Позже Багира «подкидывает» Маугли волчьей паре, которая принимает того и выхаживает. На скале совета собрались все волки, но не каждый из них вступился за Маугли. Внезапно появился Шер-Хан. Он попытался забрать Маугли, утверждая, что тот — его добыча и принадлежит ему «по праву». Но стая волков во главе с Акелой встаёт на защиту малыша и Шер-Хан со своим приспешником Табаки отступает.
Спустя несколько лет Маугли, живя в волчьей стае, обучается всем навыкам волков под руководством наставника — медведя Балу. Но до конца «своим» он так и не становится. Видя это, Багира пытается доказать Маугли, что его место — среди людей. Шер-Хан же готов развязать войну со стаей, чтобы они отказались от Маугли, и тигр наконец смог его съесть.

### Середина
Маугли, учившийся у медведя Балу Закону джунглей в качестве тренировки проводит испытание со скорпионом на теле (в таких случаях нельзя моргать). Позже Балу, гуляя по тропическому лесу, обнаруживает убитый скот — такое действие нарушает Закон. На скале совета, стая узнаёт об этом и решает, что убийцей является Шер-Хан. Это могло означать одно — хромой тигр вернулся на территорию, рядом с которой проживают волки — данная новость вызывает большую опасность, учитывая то, что в стае живёт человек — порода, которую ненавидит Шер-Хан, и ради которой он и приблизился к волкам.
В одну ночь, Багира, видя что Маугли никак не может полностью вести себя как волк, сказал мальчику, что ему пора возвращаться в человеческую деревню из-за опасности Шер-Хана. Маугли не хотел этого делать. Пантера показала ему, как люди охотились на тигра за то, что он ворует их скот (из-за хромой лапы). Багира говорил, что им расправиться с Шер-Ханом будет нелегко, так как он умён и очень опасен. В то же время Маугли увидел, что у прихвостня его врага Табаки пылающая ветка на хвосту и спросил, кто это сделал. Когда он ответил, что это сородичи ребёнка, и мальчик это опроверг, Табаки засмеялся, и добавил: «ему иногда снится, что он тигр, но просыпаться приходиться гиеной».
Вскоре Маугли внезапно похищают бандар-логи. Они утащили его в Холодные берлоги, человеческий детёныш не понимал их цели, но позже он увидел вдали хромого Шер-Хана с Табаки и всё узнал. Оказалось, милые обезьянки в союзе с коварным тигром. Шер-Хан царапая руку Маугли сказал, что ребёнок вырос и принёс много плохого стае. Когда он уже раскрыл пасть чтобы начать трапезу, резко появились Балу и Багира. Началось сражение медведя и пантеры с бандар-логами. Выигрывали приматы, как вдруг показался огромный питон Каа — единственное животное, которого боятся все обезьяны. Змея заступилась за Маугли и Шер-Хан решил отложить убийство на потом.
Тем временем, Акела промахнулся на охоте, и от этого перестал быть вожаком стаи. Увидев на вершине скалы Шер-Хана, он в ярости заявил, что тигр не имеет прав находиться на территории волков. Но Шер-Хан ответил, что он может быть там, где захочет. И он провоцирует конфликт в стае. На Акелу нападают молодые наглые волки, Маугли использует красный цветок, чтобы помочь Акеле, отбить атаку волков-завистников и прогнать Шер-Хана, угрожая ему, что если он ещё раз появится на скале совета, то на ней же и погибнет. У него всё это получается, но стая прогоняет его, так как использование огня неприемлемо ни в коем случае.
Маугли попадает к людям и постепенно привыкает к человеческому обществу. И в первую очередь к тому, кто непосредственно его приютил — Джону Локвуду. Как-то раз к Маугли приходит один из молодых волков, с которыми тот рос, и просит о помощи. Дело в том, что Шер-Хан рассорил стаю а сам творит в джунглях всё, что ему заблагорассудится. Но Маугли, не скрывая свою обиду за изгнание, отказывает в помощи.
Позже Маугли заходит в мастерскую Джона и находит там чучело волчонка-альбиноса Бхута, который был его единственным настоящим другом в стае. Маугли, кипя от ненависти, сначала хочет собственноручно убить Джона, но потом придумывает другой план. Он идёт к слону, которого в своё время покалечил Джон и обещает привести его к Джону в обмен на взаимную помощь в расправе с Шер-Ханом. Слон соглашается.

### Финальная битва
Маугли принёс нож и начал криками звать Шер-Хана. Тот пришёл вместе с Табаки и утверждал, что он «взял орудие человека» чтобы сразиться, тем самым нарушил Закон джунглей. Из кустов явились слоны, и когда Шер-Хан атаковал Маугли его всё время сбивал хобот одного из гигантов. Табаки же сразу отбежал при виде опасности. Далее, мальчик залез на дерево и нанёс несколько очень неприятных тычков ножом по животу и шее тигра. Но всё же он упал от внезапного выстрела Локвуда, и у Шер-Хана появился потрясающий шанс расправиться с Маугли, однако в последний момент Акела заслоняет его, приняв следующий выстрел Джона на себя, который его смертельно ранил. За человеческим детёнышем выстроилась команда из Балу, Багиры и волков. Истощённый и ослабевший Шер-Хан не стал «испытывать судьбы» сражением, и лёг на землю. Локвуд якобы был обеспокоен происходящим. Тем временем слон растоптал на смерть Джона за его злодеяния. А сам Маугли нанёс смертельный удар по Шер-Хану своим оружием.

### Конец фильма
Как велел умерший Акела, Маугли возглавил волчью стаю. Каа сказала, что после смерти тигра и охотника будущее уже не кажется мрачным.

## В ролях
| Персонаж    | Актёр               | Описание |
| ----------- | ------------------- | --- |
| Маугли      | Рохан Чанд          | Человеческий ребёнок, потерявшийся в диких индийских джунглях, главный герой фильма. Когда Маугли был ещё совсем мал, на деревню, где он проживал, напал злобный тигр Шер-Хан, и убил родителей маленького малыша. Когда он сбежал в неизвестном направлении от паники, его нашёл Багира, и отправил в волчью стаю, где он рос почти с самого рождения. В конце картины убивает Шер-Хана после изгнания из стаи за применение огня. Его принимают обратно, и он становится вожаком волков. |
| Джон Локвуд | Мэттью Риз          | Охотник из человеческой деревни. Считает Маугли своим приятелем, но сам главный герой воспринимает Локвуда за врага. А всё из-за того, что Джон убил волчонка-альбиноса Бхута, друга Маугли. Его внешность считается для охотников трофеем. Погибает в финальной битве — его растоптал на смерть слон, которого он успел сильно покалечить. |
| Мессуа      | Фрида Пинто         | Женщина из человеческой деревни. Становится приёмной матерью Маугли, когда тот уходит к людям после изгнания из стаи. |
| Багира      | Кристиан Бейл       | Чёрная пантера, друг Маугли. Именно он нашёл главного героя в джунглях, когда тот осиротел по вине Шер-Хана, а позже выкупает жизнь ребёнка на скале совета. Багира родился в княжеском зверинце Удайпура (город на западе Индии). Сам же говорит, что был «игрушкой» человека, и вышел на свободу когда перестал бороться. Эту историю он рассказывает Маугли, в тот момент, когда он попадает в клетку возле деревни людей. В русском переводе книги (оригинальной истории), Багира — самка, но у Редьярда Киплинга он является самцом. |
| Шер-Хан     | Бенедикт Камбербэтч | Бенгальский тигр, главный антагонист фильма, главный враг Маугли. Убил родителей главного героя в самом начале фильма. Шер-Хан хромает на правую переднюю лапу, из-за чего может охотиться только на людей и их скот. После того, как хромой тигр предпринял неудачную попытку бросить вызов Акеле на скале совета, он ушёл за много миль от волков, но спустя время объявил о своём возвращении, оставив убитый скот Балу и стае. Имеет прихвостня-информатора — Табаки. Рассорил волков, за что поплатился. В конце фильма Маугли убивает его, вонзив нож в яремную вену тигра. Прозвище Шер-Хана — Лунгри (англ. Lungri), что в переводе с языка хинди означает «хромой».                                                                                                  |
| Каа         | Кейт Бланшетт       | Тигровый питон, друг Маугли. В этом фильме Каа — самка, но в оригинальной истории (книге Редьярда Киплинга), этот персонаж является самцом. Умеет видеть прошлое и будущее, за что получила прозвище «Глаза Джунглей». Спасает главного героя от бандар-логов и ловушки Шер-Хана, когда у Балу с Багирой не получается спасти мальчика. Именно Каа рассказывает зрителям, как хромой тигр убил родителей Маугли в самом начале картины. |
| Табаки      | Том Холландер       | Гиена, вторичный антагонист фильма, прихвостень тигра Шер-Хана. Примечательно, что в оригинальной истории, Табаки — обыкновенный шакал. В этом фильме он является, предположительно, полосатой гиеной — единственный вид этого рода обитающий в Индии, но внешне он гораздо больше похож на бурую (африканский подвид). Однако его смех напоминает на пятнистую гиену, другой вид обитающий в Африке. Именно он рассказывает Шер-Хану о появлении Маугли в волчьей стае. В фильме есть отдельный эпизод диалога Табаки и главного героя — в нём приспешник антагониста говорит Маугли, что ему никогда не стать волком словами «мне иногда снится, что я тигр, но просыпаюсь всегда гиеной».                                                                                  |
| Балу        | Энди Сёркис         | Тяньшанский бурый медведь, друг Маугли. Наставник волчат, очень строгий и серьёзный, но вполне дружелюбный. Балу весь в шрамах из-за своей деятельности, а также у него покалечен правый нижний клык. Изначально не хотел вступаться за Маугли на скале совета, но после появления Шер-Хана он это делает. По ходу фильма сражается со своим другом Багирой, так как медведю показалось, что тот охотился на Маугли во время экзамена по бегу. Его вид неоднозначен — Киплинг описывает Балу как «сонный бурый медведь», им он и является во многих экранизациях, но этот тип медвежьих не обитает в Индии. Так что, скорее всего Балу — губач, или как вариант — гималайский медведь, но этого животного не просто найти в центральной части страны (место событий истории). |
| Акела       | Питер Муллан        | Азиатский волк, друг Маугли. Вожак сионийской волчьей стаи. Мудрый и благородный лидер, желающий только добро своим близким. Часто даёт отпор Шер-Хану, когда тот появляется на территории волков. Когда Акела промахнулся на охоте, он остался вожаком, благодаря Маугли (он прогнал антагониста и волков-завистников). Погиб в конце фильма от выстрела Локвуда, который был для Шер-Хана, и тем самым спас главного героя от коварного тигра. «Akela» с языка хинди переводится как «одиночка». |
| Ниша        | Наоми Харрис        | Волчица азиатского подвида, приёмная мать Маугли. Вступается за него на скале совета и также даёт отпор Шер-Хану. Известно, что в оригинале её звали «Ракша» (англ. Raksha). |
| Вихаан      | Эдди Марсан         | Азиатский волк, муж Ниши и приёмный отец Маугли. В оригинале волчьий папа главного героя не имел имени. По его же словам является медленным, и всегда боялся соревноваться по скорости с братьями и сёстрами. |
| Серый Брат  | Джек Рейнор         | Азиатский волк, сын Ниши и Вихаана, сводный брат Маугли. Просил его вернуться в стаю после изгнания, так как Шер-Хан рассорил стаю, но получил отказ из-за обиды мальчика. Но в итоге Маугли убивает тигра и воссоединяется с братом. |
| Бхут        | Луис Эшборн Сёркис  | Азиатский волк-альбинос, друг Маугли, но в одном из эпизодов фильма, главный герой задевает Бхута. Мальчик попросил извинений, но волчонок этого не услышал. Убит охотником Джоном Локвудом. Это сильно разозлило Маугли, который сначала хочет своими руками убить Локвуда, но придумывает другой план, по которому охотник погибает под ногами огромного слона. Родителями Бхута могут быть Ниша и Вихаан, но официальных подтверждений этому нет. |

## Съёмки
Съёмки официально стартовали 9 марта 2015 года.

## Прокат
Премьера фильма в США планировалась на 19 октября 2018 года, в России — 18 октября. Однако в конце июля 2018 года стало известно о том, что студия Warner Bros. продала Netflix права на дистрибуцию «Маугли», которая из-за этого не попала на экраны кинотеатров. Netflix опубликовал трейлер фильма 9 ноября 2018 года. Тогда же стало известно, что фильм выйдет в прокат 7 декабря 2018 года.